# Louise Behr
Louise Behr est une compositrice allemande.

## Œuvres
Elle compose diverses œuvres dont un Terzetto, avec accompagnement de piano, op. 2 ; un Hunter’s Song pour chœur mixte et plusieurs chants.